# Онуфриев, Василий Михайлович
Василий Михайлович Онуфриев (16 (28) апреля 1848, Ростов-на Дону — 10 января 1939 Свердловск) — Доктор медицины, акушер-гинеколог, хирург, общественный деятель, коллежский советник.

## Биография
Родился в 1848 году в городе Ростов-на Дону в семье секретаря городского магистрата, титулярного советника Михаила Ефимовича Онуфриева и его жены Аполлинарии Григорьевны.
В 1865 году по окончании 1-й Московской Гимназии поступил на медицинский факультет Московского университета.
За год до окончания университета в числе активных участников «полунинской истории» был отчислен из университета с правом восстановления через год. Окончил Московский университет в 1872 году со степенью лекаря.
С 1872 по 1874 год служил земским врачом в Бобровском уезде Воронежской губернии.
В 1874—1875 годах — сверхштатный ординатор Московской городской больницы.
С 1875 по 1877 год — сверхштатный ординатор Мясницкого отделения больницы для чернорабочих.
В 1877 году был принят в Родовспомогательное заведение Московского воспитательного дома на должность врача-экстерна.
В 1878 году после сдачи экзаменов в Московском университете получил звание акушера.
В 1879 году там же после защиты докторской диссертации «О выполаскивании матки водой в 40° R. при послеродовых маточных кровотечениях» получил звание доктор медицины .
В 1879 году приглашён воссоздать и возглавить учреждённый на средства земства, города и купечества Екатеринбургский родильный дом, которым руководил на протяжении 26 лет.
Под руководством В. М. Онуфриева Екатеринбургский родильный дом стал лучшим родовспомогательным учреждением Пермской губернии. При нём была открыта школа повивальных бабок, отделение по лечению женских болезней. В родильном доме внедрялись передовые методы асептики и антисептики, что позволило полностью исключить смертность новорожденных и рожениц от внутрибольничной инфекции. Доктором Онуфриевым была впервые на Урале проведена операция «кесарского сечения». 
В.М. Онуфриев был инициатором открытия в Екатеринбургском родильном доме специализированного гинекологического отделения.  
В 1905 году основал частную лечебницу в г. Екатеринбурге с акушерским и гинекологическим отделениями.
В 1898 и в 1910 годах избирался на четырёхлетний срок в состав Екатеринбургской городской думы.
В 1919 году временно переехал с семьёй в Красноярск, где читал лекции по акушерству в Акушерско-фельдшерской школе.
В 1922 году приглашён в Екатеринбург, где возглавил созданный в 1916 году на базе Екатеринбургского родильного дома Повивально-гинекологический институт (ныне Уральский НИИ Охраны материнства и младенчества).
В 1929 году решением исполкома городского Совета присвоено звание пожизненного консультанта Повивально-Гинекологического института г. Свердловска.
Скончался 10 января 1939 года в Свердловске на 91-м году жизни. Похоронен на Михайловском кладбище г. Екатеринбурга (могила утрачена в 1990-х годах).

## Семья
Жена: с 1872 г. Мария Григорьевна Онуфриева (Смирнова) — дочь уездного лекаря, коллежского асессора Григория Ивановича Смирнова (ок.1810 — ок.1889). Дети: Лидия, Александра, Борис.